# دانشگاه ییلدیریم بیازیت آنکارا
دانشگاه ییلدیریم بیازیت آنکارا دانشگاهی واقع شهر در آنکارا، ترکیه است. این دانشگاه در سال 2010 تأسیس شد.

## وابستگی‌ها
این دانشگاه عضو انجمن دانشگاه قفقاز است.

## دانشکده‌ها
- دانشکده پزشکی
- دانشکده حقوق
- دانشکده علوم انسانی و علوم اجتماعی
- دانشکده علوم اسلامی
- مدرسه کسب و کار
- دانشکده مهندسی و علوم طبیعی
- دانشکده علوم بهداشتی
- دانشکده هنرهای زیبایی
- دانشکده علوم سیاسی
- دانشکده معماری
- دانشکده دندانپزشکی
- دانشکده علوم هوافضا
- هنرستان موسیقی ایالتی ترکی

## پردیس‌ها
- پردیس اصلی Esenboga (چوبوک / آنکارا)
- پردیس اراده ملی (Keçiören / آنکارا)
- پردیس ۱۵ ژوئیه (Keçiören / آنکارا)
- پردیس سیناه (Çankaya / آنکارا)
- پردیس بیلکنت (Çankaya / آنکارا)
- پردیس چوبوک (Çubuk / آنکارا)
- اولوس - ساختمان اداری - (Altındağ / آنکارا)